# Pedra da Gávea
Pedra da Gávea é uma montanha monolítica na Floresta da Tijuca, no Rio de Janeiro, Brasil. Composta por granito e gneisse, a sua altitude é de 842 metros, tornando-se uma das montanhas mais altas do mundo junto de margens oceânicas. As trilhas na montanha foram abertas pela população agrícola local em 1830; hoje, o local está sob a administração do Parque Nacional da Tijuca.
A meteorização diferenciada em um dos lados da rocha criou o que é descrito como um rosto humano estilizado. As marcas na outra face foram descritas como uma inscrição. Geólogos e cientistas estão quase de acordo de que a "inscrição" na verdade o resultado da erosão e que o "rosto" é um produto de pareidolia. Além disso, o consenso de arqueólogos e acadêmicos no Brasil é que a montanha não deve ser vista como um sítio arqueológico.

## Etimologia

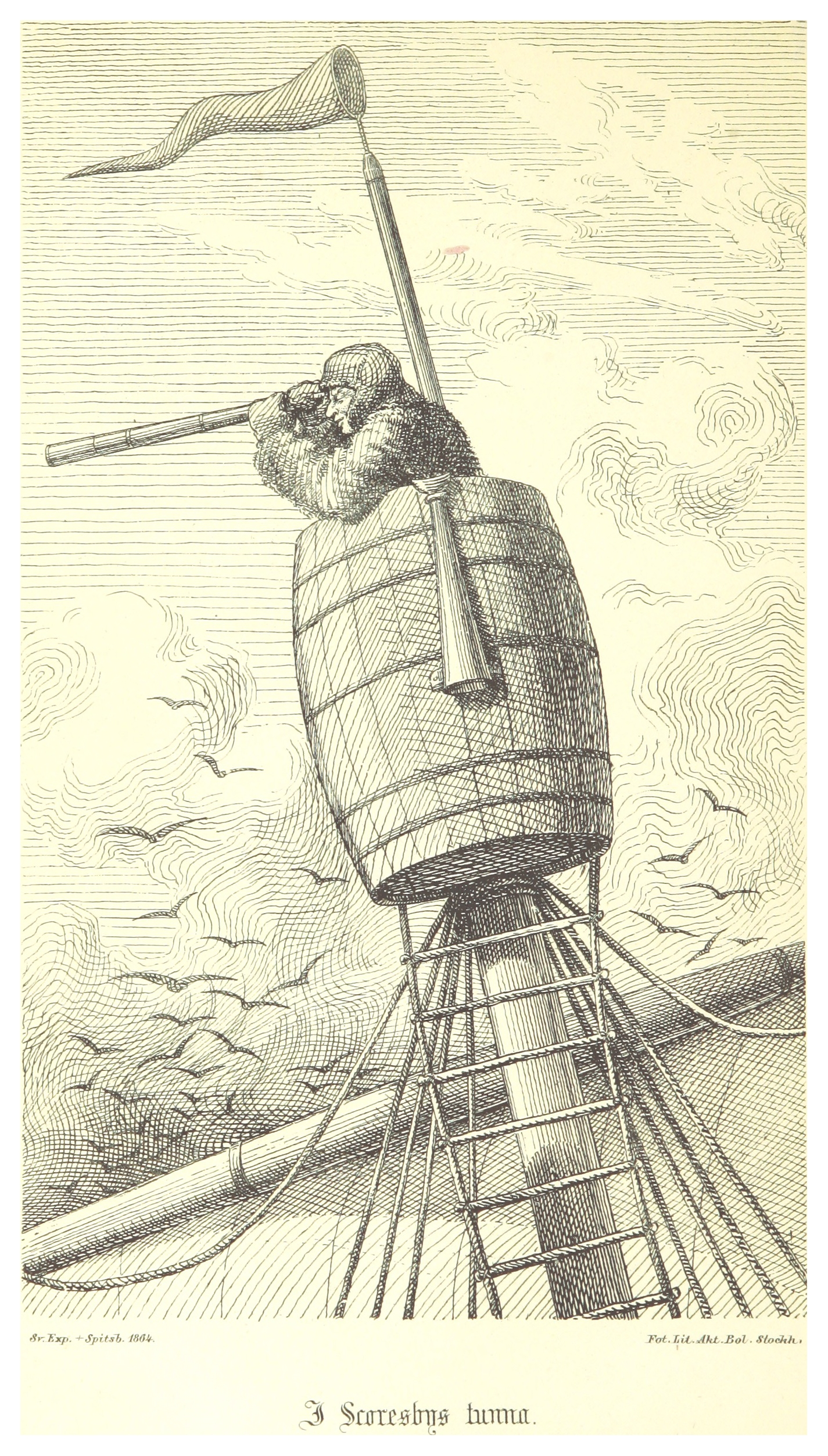
Cesto da gávea, origem do nome da montanha

O nome da montanha foi-lhe dado durante a expedição do capitão Gaspar de Lemos em 1501, da qual participou igualmente Américo Vespúcio e na qual a baía do Rio de Janeiro (hoje Baía de Guanabara) também recebeu seu nome. A montanha, uma das primeiras no Brasil a receber um nome português, foi nomeada pelos marinheiros da expedição, que reconheceram em sua silhueta o formato de um cesto de gávea ao vê-la em 1 de janeiro de 1502. Esse nome, por sua vez, veio a ser dado à região da Gávea Pequena e para o atual bairro da Gávea da cidade do Rio de Janeiro.
De acordo com o Vocabulário na língua brasílica, obra do século XVI, o nome primitivo dado pelos tamoios a tal montanha era "Metaracanga", que literalmente significa "cabeça de tembetá", isto é, sua parte superior, em língua tupi.

## Geologia e ecologia
Localizada na Cordilheira da Tijuca, a Pedra da Gávea tem 842 metros de altitude e é um domo de granito. O topo plano da montanha é coberto com uma camada de 150 m de granito, enquanto debaixo, o montículo é feito de gneisse. O primeiro data de cerca de 450 milhões de anos atrás, enquanto o último data de 600 milhões de anos. A montanha, bem como outros afloramentos de pedra dentro e ao redor da área, é o resultado de rochas granitoides neoproterozoicas mais jovens e finos diques de diábase do Cretáceo que penetram em rochas metasedimentárias meso-neoproterozoicas mais velhas.
A zona de contato entre o granito superior e o gneisse inferior é sub-horizontal e semi-gradual. Os xenólitos de gneisse têm uma forma tabular, que sugere que foram pesadamente capturados do assoalho de uma câmara de magma pelo desprendimento térmico. Sugeriu-se que Pedra da Gávea "corresponde ao fundo de uma câmara granítica de magma e a espessura original do corpo granítico era muito maior do que a exposição presente". O corpo granítico da Pedra da Gávea poderia também corresponder à extensão oriental do Maciço de Granito da Pedra Branca, de acordo com Akihisa Motoki et al.

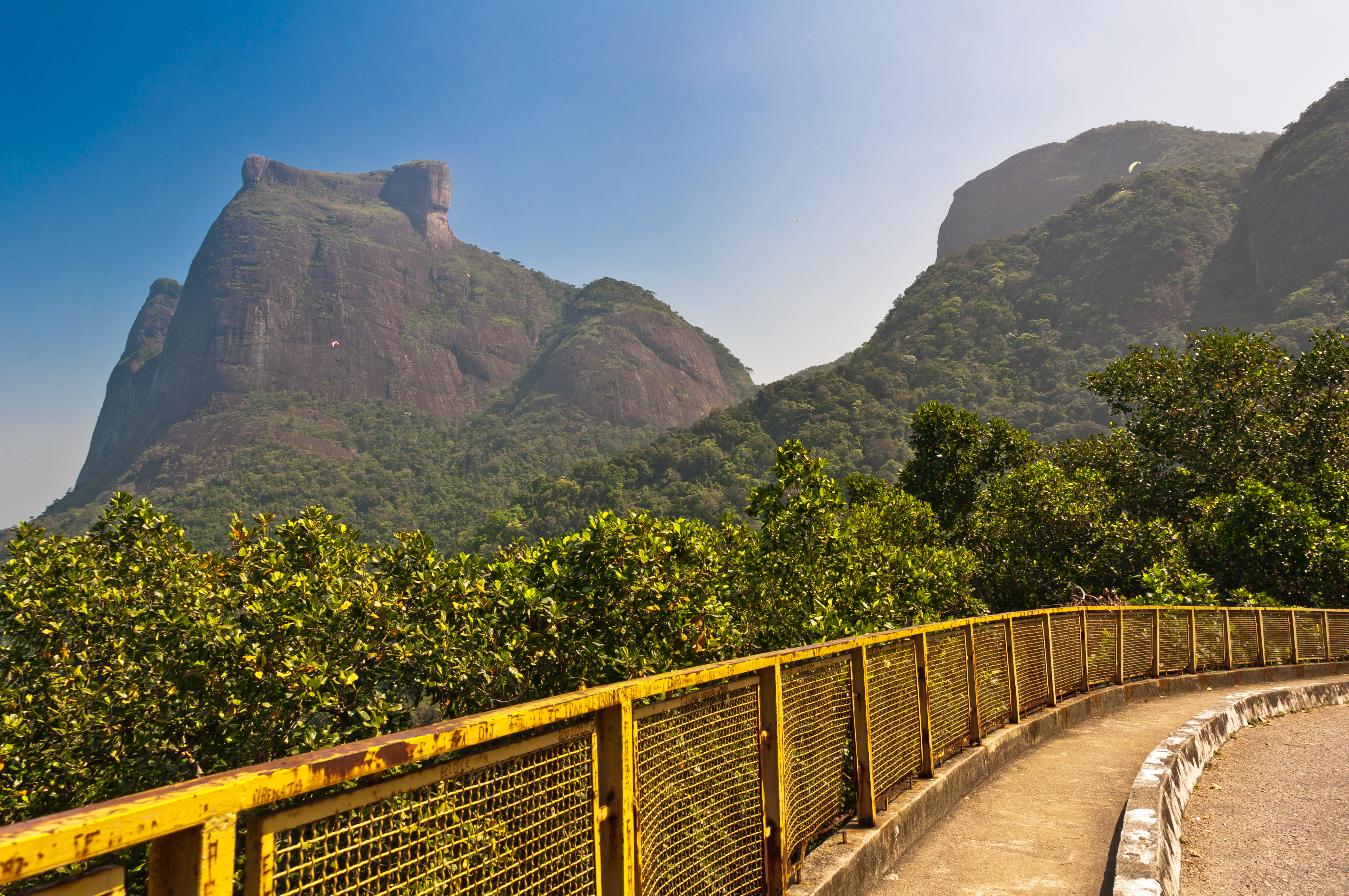
Pedra da Gávea, Rio de Janeiro

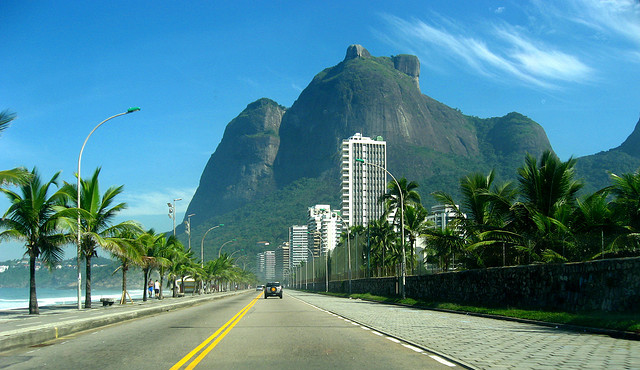
Avenida Mendes de Morais, em São Conrado.

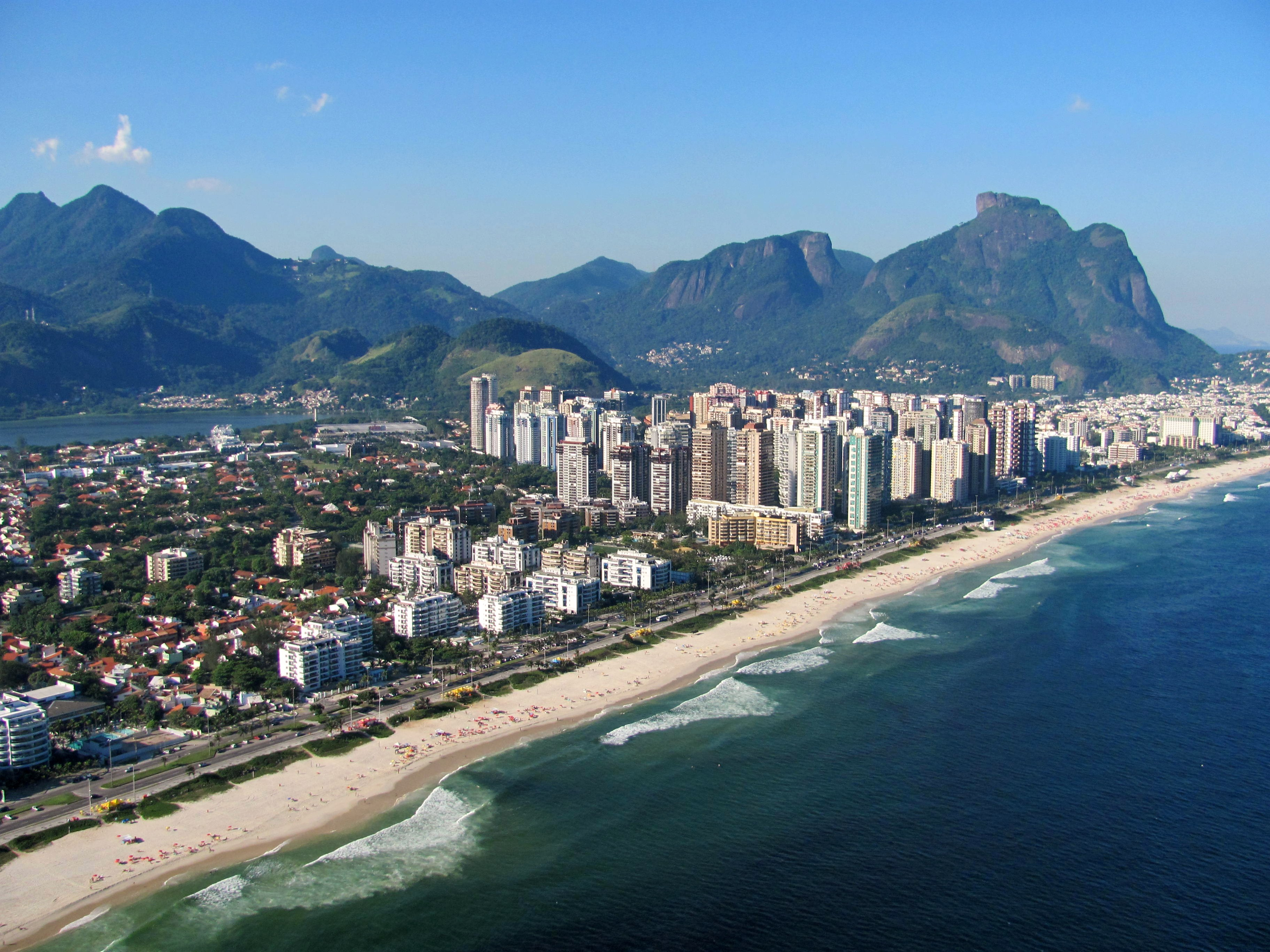
Barra da Tijuca com a Pedra da Gávea ao fundo.

A meteorização diferenciada da incisão do lado norte da montanha, produziu cavidades debaixo da cúpula de granito. A abóbada abrupta é o resultado do granito mais durável que resistiu ao desgaste causado pelo clima mais do que o gneisse, que é mais macio. Além disso, a erosão desgastou gravuras nos lados da montanha.
A montanha é arborizada por limoeiros, laranjeiras, árvore-do-pão, bananeiras, mamoeiros, assim como canas e roseiras.

## Interesse arqueológico
Há uma suposta inscrição esculpida na rocha, que alguns afirmam estar em fenício, uma língua semítica conhecida pelos estudiosos modernos apenas através de inscrições. De acordo com Paul Herrmann em seu livro Conquests by Man, a inscrição na montanha era conhecida há algum tempo, mas tinha sido meramente atribuída a "algum povo americano pré-histórico desconhecido". Um exame mais detalhado, no entanto, levou alguns pesquisadores a acreditarem que era de origem fenícia.
Atualmente, no entanto, a maioria dos pesquisadores sugere que a inscrição e o "rosto" são meramente resultados do processo natural de erosão. Em meados da década de 1950, o Ministério da Educação e Saúde do Brasil negou que o local apresentasse qualquer tipo de escrita, declarando "que o exame feito por geólogos havia provado ser nada mais do que o efeito da erosão do tempo o que parecia ser uma inscrição". Arqueólogos e estudiosos brasileiros adotaram uma atitude negativa em relação ao tratamento do local, com Herrmann observando que "a arqueologia brasileira nega totalmente a existência da inscrição fenícia em qualquer parte do país".

## Impacto cultural
A pedra da Gávea foi usada como cenário de vários filmes brasileiros. Em Roberto Carlos e o Diamante Cor-de-Rosa, a pedra era o túmulo de um rei fenício.
No filme de 1989, Os Trapalhões na Terra dos Monstros, a personagem interpretada por Angélica, a filha de um rico proprietário de uma indústria de papel, foge e vai parar em uma caverna que esconde um mundo cheio de monstros, localizada no interior da Pedra da Gávea.